# Rapazinho-carijó
Barbudo-pintalgado ou rapazinho-carijó (nome científico: Bucco tamatia) é uma espécie de ave galbuliforme.
Pode ser encontrada no Brasil, Colômbia, Equador, Peru e alguns outros países das América do Sul.

## Subespécies
São reconhecidas três subespécies:
- Bucco tamatia tamatia (Gmelin, 1788) – ocorre do leste da Colômbia até a Venezuela, Guianas, e Brasil ao norte do rio Amazonas.
- Bucco tamatia pulmentum (Sclater, 1856) – ocorre no sudeste da Colômbia até o leste do Equador, nordeste do Peru, oeste do Brasil e no nordeste da Bolívia.
- Bucco tamatia hypneleus (Cabanis & Heine, 1863) – ocorre na Amazônia brasileira, a leste do rio Tapajós.